# Olios scalptor
Olios scalptor är en spindelart som beskrevs av Jäger och Ono 200. Olios scalptor ingår i släktet Olios och familjen jättekrabbspindlar.
Artens utbredningsområde är Taiwan. Inga underarter finns listade i Catalogue of Life.